# Paracoelichneumon cataloniensis
Paracoelichneumon cataloniensis är en stekelart som beskrevs av Heinrich 1978. Paracoelichneumon cataloniensis ingår i släktet Paracoelichneumon och familjen brokparasitsteklar. Inga underarter finns listade i Catalogue of Life.